# Тунський корабель
Тунський корабель (норв. Tuneskipet) — корабель вікінгів типу карв (найменший тип довгих кораблів вікінгів), що був побудований приблизно в 900 році і пізніше використаний як поховальний корабель. Виявлений в 1867 році археологом Олуфом Рюгом в так званому «Кургані човнів» (норв. Båthaugen, від haugr — «пагорб, насип») на фермі Хауген на острові Рольвсей в Туні, Естфолл, Норвегія. Виставлений в Музеї кораблів вікінгів в Осло.

## Опис
Корабель був побудований приблизно в 900 році н. е. Судно збудоване з дуба, обшивка корпусу зроблена по клінкерній технології (внапусток). Судно збереглося частково, і, ймовірно, було 18,7  метри завдовжки з одинадцятьма або дванадцятьма рядами весел. Ширина судна — 4,3 метра, довжина кіля — 14 метрів. Судно має масивну конструкцію зі шпангоутами з не гнутих колод відповідної форми, товстими балками і цільним фальшбортом.